# 아카마역
아카마역(일본어: 赤間駅)은 일본 후쿠오카현 무나카타시에 있는 규슈 여객철도 가고시마 본선의 역이다. 무나카타 시의 중심역으로, 특급 '기라메키'의 정차역이지만, '소닉'등의 닛포 본선 노선 연장 특급 열차는, 아침이나 야간만 정차한다.

## 역 구조 및 승강장
섬식 승강장 2면 4선을 가지는 지상역으로, 선상 역사를 갖춘다. 출입구는 북쪽 입구 · 남쪽 입구의 2개소, 개찰구는 중앙에 1개소. 역사 내에는 편의점도 있어, 일용품에 관해서는 역 구내로 조달된다. 편의점 설치 때에 역 서점의 면적을 넓히게 되어, 개축 직후의 2배 정도의 면적이 되었다.
이전은 북쪽보다 상대식 1번 승강장, 섬식 2번 · 3번 승강장, 상대식 4번 승강장의 구조로, 1번 승강장이 상행 본선, 3번 승강장이 하행 본선으로 있었지만, 1988년 3월 13일부 운행 시간표 개정으로 쾌속 · 보통 열차의 완급 결합이 이 역으로 집약되 승강장 구조를 변경. 1번 승강장이 있던 상대식 승강장을 섬식으로 수리해서 신 1번 승강장을 개설, 북쪽부터 순으로 개칭. 상대식 승강장 5번 승강장(구 4번 승강장)은 미사용이 되었다. 지금은 선로 · 가선이 철거되어 승강장만 남는다. 2004년의 운행 시간표 개정으로 아카마 역 발착의 보통 열차가 설정되어도 5번 승강장은 재이용하지 않고, 구내보다 서쪽에 유치선을 설치했다.
직영역으로, 발권 창구 · 자동개찰기 · 자동정산기가 설치되어 있다. 화장실은 개찰 내에 1개(개찰구보다 입장해서 오른쪽), 남쪽 입구 계단 아래에 1개소(장애인용 화장실 있음), 북쪽 계단 입구 아래에 1개소(장애인용 화장실 있음). 남 · 북쪽 입구의 화장실은 자유로 이용가능.
| 1 · 2 | ■ 가고시마 본선 | (상행) | 고쿠라 · 모지코 방면 |
| 3 · 4 | ■ 가고시마 본선 | (하행) | 가시이 · 하카타 방면 |

- 남 · 북쪽 입구와 개찰 층을 연결하는 엘리베이터가 설치되어 있다. 개찰 층과 승강장을 연결하는 엘리베이터도 1기씩 설치되어 있다(도고역쪽에 설치).
- 남 · 북쪽 입구와 개찰 층을 연결하는 에스컬레이터 있음, 계단도 병설. 개찰 층과 승강장을 연결하는 에스컬레이터도 1개씩 설치되어 있다(도고 역 쪽은 승강과도 에스컬레이터만, 교이쿠다이마에 역쪽이 계단).
- 역 구내에는 훼미리마트 아카마 역 점, 도치쿠켄이 운영하는 에키우동, 트란도르가 있다.

## 이용 현황
- 2010년도의 1일 평균 승차 인원은 9,154명이다.

| 승차인원추이 | 승차인원추이 |
| 연도         | 1일평균인수  |
| ------------ | ------------ |
| 2000년       | 10,736       |
| 2001년       | 10,586       |
| 2002년       | 10,423       |
| 2003년       | 10,326       |
| 2004년       | 10,121       |
| 2005년       | 9,918        |
| 2006년       | 9,620        |
| 2007년       | 9,488        |
| 2008년       | 9,360        |
| 2009년       | 9,152        |
| 2010년       | 9,154        |

## 역 주변
- 하쿠잔
- 쓰리 강
- 유메타운 무나카타
- 도카이 대학 후쿠오카 단기 대학

## 역사
- 1890년 9월 28일 : 규슈 철도(초대)가 개설.
  - 험난한 곳인 조야마 고개를 넘기 위해, 아카마 - 고쿠라 간이 완성하기 까지의 약 1년간 종착역이었다.
  - 당초의 계획에는 현재의 교이쿠다이마에 역 부근에 건설 예정이었지만, 예정지가 고개와 골짜기 사이에 위치해, 당시의 증기 기관차의 가능으로는 출발이 곤란한 일로부터 현재의 위치로 개설하는 일이 되었다. 그 때문에, 아카마 정 아카마에는 없는 아카마 정 토혈이 만들어졌다. 가라쓰카이도의 역참마을인 '아카마'는 교육 대학이 가장 가깝다.
  - 1890년 9월 3일의 '후쿠료 신보'에 따르면, 당시의 하카타 - 아카마 간의 역은, 하카타, 하코자키, 가시이, 고가, 후쿠마, 아카마로, 운행 시간표는, 하카타가 오전 6시발, 오후 1시 54분발, 아카마가 오전 9시발, 오후 5시발의 2회 왕복, 소요 시간은 1시간 11분이 되고 있다.
- 1907년 7월 1일 : 규슈 철도(초대)가 국유화되어 제국철도청이 소관.
- 1982년 10월 : 현 3대째 역 서점 선상역이 개축.
- 1987년
  - 2월 5일 : 발권 창구가 설치.
  - 4월 1일 : 일본국유철도 분할 민영화에 의해 규슈 여객철도가 승계.
- 2004년 3월 13일 : 운행 시간표 개정 및 구내 수리 공사에 의해 후쿠오카 도시권의 동쪽의 종착역화해 아카마 - 아라키간의 보통 열차가 매시 1개 운행 개시.
- 2009년
  - 2월 25일 : 북쪽 입구 광장 완성.
  - 3월 1일 : IC카드 SUGOCA의 사용을 개시.

## 인접 역
| 가고시마 본선               | 가고시마 본선          | 가고시마 본선      |
| --------------------------- | ---------------------- | ------------------ |
| 오리오 모지 항 방면         | ■ 쾌속                 | 도고 아라오 방면   |
| 교이쿠다이마에 모지 항 방면 | ■ 쾌속 · 준쾌속 · 보통 | 도고 가고시마 방면 |